# Francie na Zimních olympijských hrách 1988
Francii na Zimních olympijských hrách v roce 1988 reprezentovala výprava 68 sportovců (53 mužů a 15 žen) ve 9 sportech.

## Medailisté
| Medaile | Jméno          | Sport           | Soutěž       |
| ------- | -------------- | --------------- | ------------ |
| Zlato   | Franck Piccard | Alpské lyžování | Muži super-G |
| Bronz   | Franck Piccard | Alpské lyžování | Muži sjezd   |